# 윤봉구
윤봉구(尹鳳九, 1683년∼1767년)는 조선의 학자이다. 석문(石門) 윤봉오의 형이다.

## 생애
자는 서응, 호는 병계, 본관은 파평이다. 숙종 1714년 진사에 급제한 후 여러 벼슬을 지냈으며, 영조 1741년, 주자를 송시열 사당에 함께 모시자고 했다가 벼슬에서 쫓겨났다. 그 후 다시 등용되어 판서에까지 올랐으며 한원진과 함께 호론(湖論)을 내세웠다. 한원진(韓元震)·이간(李柬)·현상벽(玄尙璧)·채지홍(蔡之洪)·이이근·한홍조·성만진  더불어 권상하의 문하에서 수학한 강문팔학사(江門八學士)의 한 사람으로서 호락논쟁(湖洛論爭)의 중심 인물로 꼽힌다. 
호락논의 분파는 이간과 한원진에게서 심화되어 심성론(心性論)의 한 줄기를 형성한다. 인성(人性)과 물성(物性)이 서로 같다는 이간의 학설은 뒤에 이재(李縡)와 박필주(朴弼周)에 이어져 ‘낙론(洛論)’이라 불리고, 인성과 물성은 서로 다르다는 한원진의 주장은 윤봉구와 최징후(崔徵厚)로 연결되어 ‘호론(湖論)’으로 지칭되었다.
윤봉구의 인물성이론(人物性異論)을 간추리면, 인간을 포함한 우주만물의 형성 이전에 부여되는 천리(天理)는 동일하나, 일단 만물이 형성된 뒤 부여된 이(理), 즉 성(性)은 만물에 따라 다를 수밖에 없다는 것이다.
윤봉구의 생애는 사회적·현실적 활동보다 심성론을 주로 한 성리학자로서의 입론(立論)에 치중했으며, 저술의 내용도 경전의 강의나 주석 및 성리설이 주를 이룬다. 저서로 『병계집』,화양존주록이 있다. 시호는 문헌(文獻)이다.

## 가족 관계
- 조부 : 윤비경(尹飛卿)- 문과, 호조참판, 파원군(坡原君)
- 조모 : 한산이씨 (생원 李九淵의 녀)
  - 아버지 : 윤명운(尹明運)- 신령현감, 사재시 첨정.
  - 어머니 : 전주 이씨 (지평 이시함(李時香含)의 딸
    - 형: 윤봉휘(尹鳳輝)

  - 어머니 : 화순 최씨 (최이헌(崔爾巘)의 딸)
    - 형 : 윤봉위(尹鳳威)
    - 형 : 윤봉기(尹鳳蘷)

  - 친어머니 : 완산 이씨 (이경창(李慶昌)의 딸)
    - 동생 : 윤봉오(尹鳳五)

  - 부인 : 밀양박씨(수사 朴星錫의 녀)
    - 아들 : 윤심위(尹心緯) - 윤봉휘에게 출가

  - 부인 : 창녕성씨(첨추 成德龍의 녀)
    - 양아들 : 윤심약(尹心約) (친부 尹錫勳)